# Piazza Bagolino
Piazza Bagolino è una delle principali piazze di Alcamo, nella provincia di Trapani. Situata vicinissimo al centro storico, rappresenta una delle attrattive della città. 

## Storia

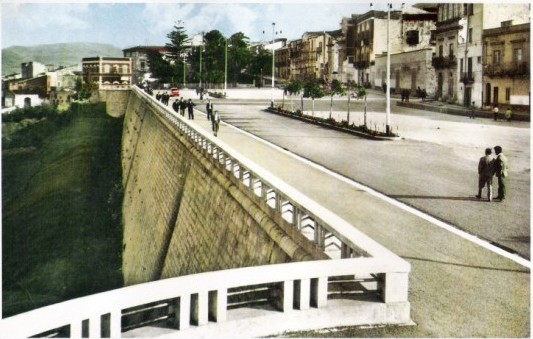
Vecchia foto del Bastiuni

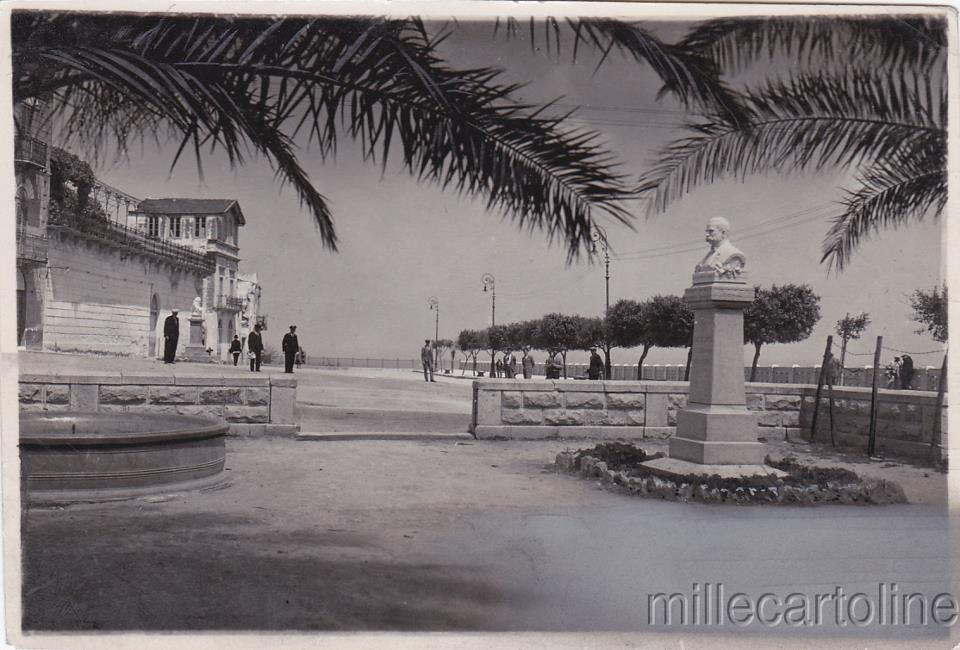
Piazza Bagolino vista dalla villetta

Agli inizi del Seicento c'era solamente una piccola zona pianeggiante chiamata Terra Nova o San Francesco, poi per ordine del governatore di Alcamo, Don Pietro Balsamo, si diede l'inizio ai lavori per l'apertura del Corso 6 Aprile. 
La parte sottostante la piazza era utilizzata per l'estrazione della Calcarenite, e così presentava molte grotte che in un primo tempo erano usate come abitazioni e poi, grazie alla temperatura favorevole, per la lavorazione delle pelli.
Poiché l'area veniva utilizzata come discarica da parte dei cittadini, si rendeva necessaria un'opera di rafforzamento e assestamento allo scopo di evitare le frane: questo venne fatto attenendosi al progetto dell'ingegnere Fra Cipolla di Nicosia all'inizio del XIX secolo.
Nel 1930 si procedette alla realizzazione delle mura del bastione e venne ristrutturata e recintata la villetta, allora chiamata Villa Margherita di Savoia: vi furono piantumati diversi alberi e fiori e collocata una vasca rotonda.
L'anno seguente ci fu un'alluvione che provocò una frana, ma si dovette aspettare fino al 1946 per procedere ad un'ulteriore opera di consolidamento del piazzale, anche allo scopo di proteggere le abitazioni prospicienti.
In questa fase furono fatti dei lavori di drenaggio e di rafforzamento dell'esistente, realizzata anche la scalinata che porta al parco suburbano San Francesco, sistemata la piazza con degli alberi e pavimentazione, oltre all'effettuazione di altre opere.
Allo scopo di abbellire lo spiazzale, nel 1950 è stata aggiunta una bella balaustra in travertino, dalla quale è possibile ammirare il magnifico panorama del Golfo di Castellammare, sono state collocate delle panchine, mentre sul lato ovest (più sotto del Palazzo Mistretta-Galati) è stato posto il busto dell'illustre poeta Sebastiano Bagolino realizzato dallo scultore alcamese Giuseppe Bambina; un secondo busto, che rappresentava lo scienziato Girolamo Caruso, è stato invece collocato all'entrata della villetta.
Infine la piazza ha subito un'ulteriore modifica nel 2012 nel suo assetto attuale da parte dell'amministrazione guidata del sindaco Giacomo Scala.

### Descrizione

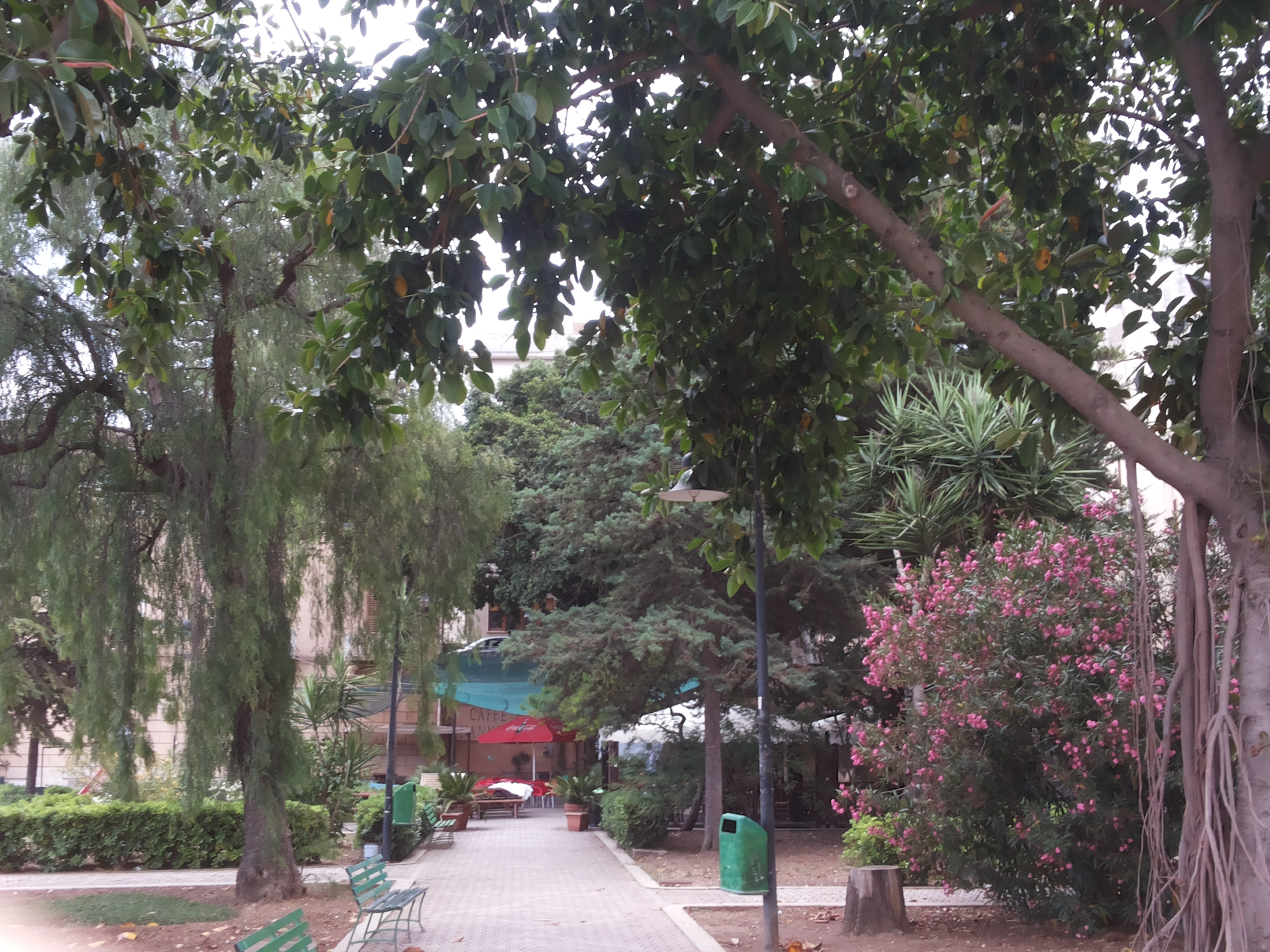
Giardino all'interno di Piazza Bagolino.

Piazza Bagolino si trova sul lato est della città; qui esiste il più ampio parcheggio: si può lasciare la propria auto sia nella piazza che nel piano interrato che è stato realizzato nel 2012.
Assieme a Piazza Ciullo e Piazza della Repubblica, è una delle più grandi piazze di Alcamo: sulla Porta Palermo, che immette nel Corso 6 Aprile, si possono ammirare due splendidi bassorilievi realizzati dallo scultore alcamese Nicola Rubino nel 1961 e raffiguranti "Il poeta Cielo d'Alcamo alla corte di Federico II" e la "Vita attiva di Alcamo", rappresentata attraverso una scena agreste con figure simboliche.
L'opera fu commissionata allo scultore dall'allora sindaco senatore Ludovico Corrao.
Sulla sinistra della Porta Palermo c'e la villetta Bagolino con alcuni alberi imponenti; di fronte ad essa c'è un ingresso che porta al parco suburbano San Francesco, ricco di diverse piante tipiche della flora mediterranea. 
Dalla piazza Bagolino, detta anche Belvedere, si ammira uno dei più suggestivi panorami delle dolci colline della campagna alcamese, con le linee geometriche disegnate dai filari dei vigneti, di ulivi e caratteristici bagli  in lontananza.
Il luogo non è illuminato in modo adeguato, ma il punto di forza è proprio il belvedere: la sera del 21 giugno, per la festa della Madonna dei Miracoli (Patrona di Alcamo), è il posto migliore per vedere i Fuochi d'artificio.
Da piazza Bagolino è possibile accedere al Corso 6 Aprile e in pochi minuti raggiungere a piedi il centro storico.

## Parco suburbano San Francesco
Il Parco Suburbano San Francesco è un giardino pubblico, che si trova sotto il bastione di Piazza Bagolino.
Il Parco,  con una superficie di 12.000 metri quadri circa, si presenta come un incantevole giardino, dove hanno dimora diversi tipi di piante ed alberi, tipici della flora della macchia mediterranea.
Non appena entrati, sulla destra si trova l'albero della memoria, a ricordo dei due carabinieri uccisi il 27 gennaio 1976 nella Strage di Alcamo Marina: Carmine Apuzzo e Salvatore Falcetta.

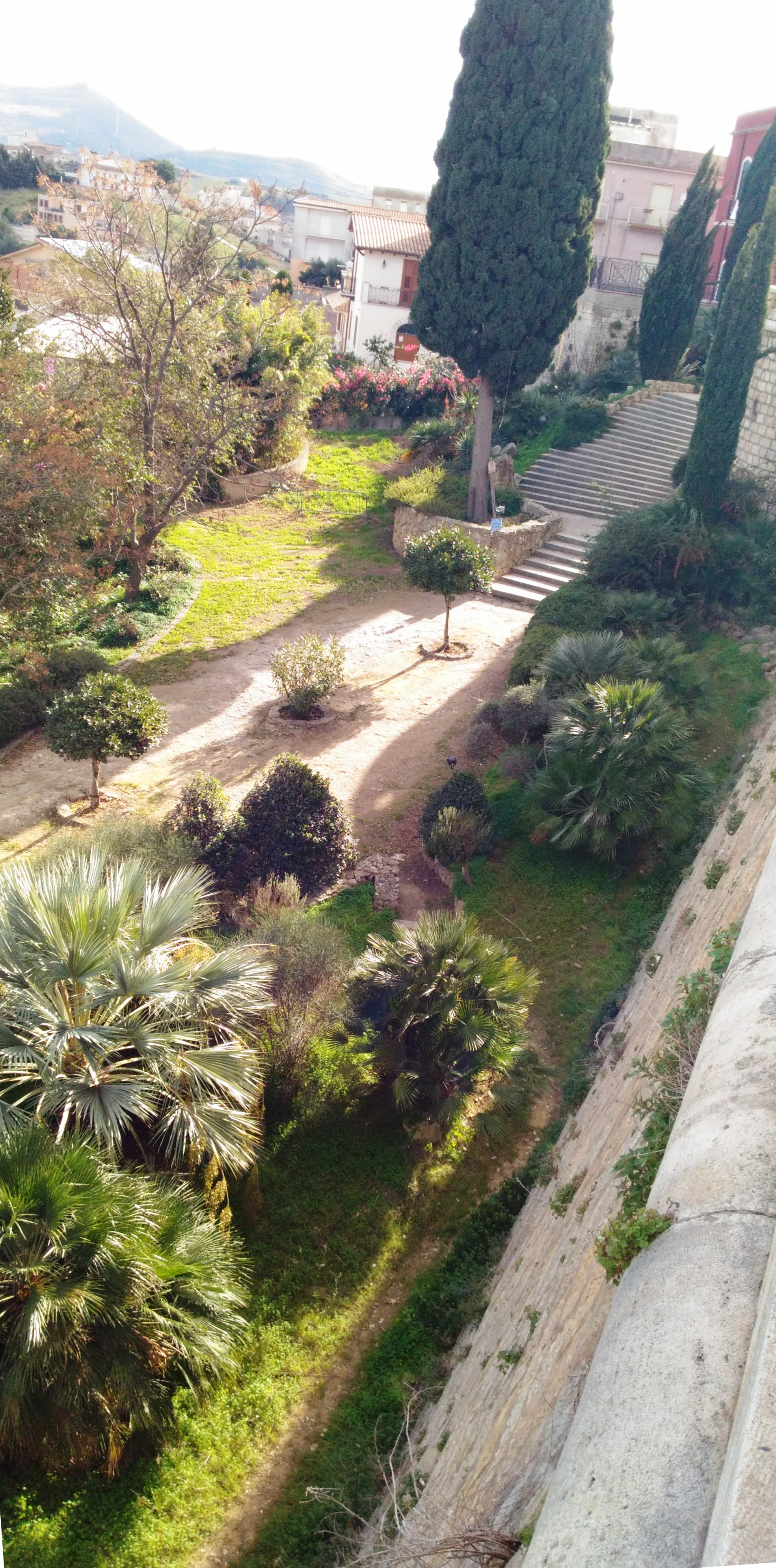
Veduta del parco dalla piazza